# Кебедов, Багаутдин Магомедович
Багаутди́н Магоме́дович Кебе́дов (Магоме́дов), также Багаутдин Мухаммад ад-Дагестани (1942 или 1945, Сантлада или Ведено, ДАССР, РСФСР, СССР — 9 мая 2025, Медина, Саудовская Аравия) — дагестанский религиозный деятель, салафитский проповедник, один из идеологов северо-кавказских исламистских вооружённых формирований в конце 1990-х годов, амир Исламского джамаата Дагестан. Участник Дагестанской войны в качестве лидера Исламской армии Кавказа. Основоположник салафизма в современном Дагестане. Скрывался на территории Турции.

## Биография

### Советские годы
Родился в 1942 или 1945 году, по одним данным — в дагестанском селе Сантлада, по другим — в чеченском Ведено, которое на период высылки чеченцев было передано ДАССР. По национальности является хваршинцем. Родители Багаудина были переселенцами. Старший (сводный) брат Аббаса Кебедова.
Подпольно получил исламское образование в горных дагестанских сёлах. Непроверенные данные указывают также на то, что он прошёл краткосрочные курсы обучения в ближневосточных странах. В совершенстве владел арабским языком. После возвращения в 1957 году депортированных чеченцев, семья Кебедова переехала в село Первомайское Хасавюртовского района. Позднее организовал свой первый ученический класс. В последующие годы преподавал арабский язык, основы исламской религии, фикх, тафсир в полулегальных исламских школах Хасавюртовского и Кизилюртовского района. Ряд нелегальных мусульманских кружков Кебедова были закрыты КГБ.
Состоял в накшбандийском тарикате, обучал Сайидмухаммада Абубакарова — будущего муфтия Дагестана, ставшего его непримиримым врагом. Вскоре, по его словам, понял, что в тарикате преобладает язычество и ушёл из него.
В начале 1970-х за попытку создать организационные исламские структуры и школы попал под репрессии[какие?] властей. После падения «железного занавеса» совершил паломничество в Мекку. Имел контакты с российскими, ближневосточными и средневосточными религиозными деятелями, в основном, из Саудовской Аравии и ОАЭ.

### 1990-е
В этот период идеология Багаудина была схожа с идеологией «Братьев мусульман», заключавшаяся в ведении политической борьбы путём участия в общественной жизни, выборов, вхождении в парламент. В 1989 году в Кизилюрте создал организацию «Исламский джамаат Дагестана». Организация выступала за введение шариатского права в Дагестане. Основал медресе в Кизилюрте. В 1990 году в Астрахани прошёл съезд мусульман СССР, где Багаудин вместе с Ахмадом-кади Ахтаевым и братом Аббасом стал одним из основателей Исламской партии возрождения, которая просуществовала до 1994 года. Партия имела фундаменталистскую направленность, Багаутдин заявлял, что они не преследуют цели насильственного свержения власти и будут действовать только мирным путём, распространяя «чистый ислам». Братья Кебедовы стали координаторами партии на Северном Кавказе и в частности в Дагестане.
Кебедов вёл активную проповедническую деятельность, выпускал аудио- и видеокассеты с исламскими лекциями на аварском и русском языках, которые пользовались популярностью и за пределами Дагестана. В 1992 году выпустил учебник по арабскому языку для начинающих.
В период первой чеченской войны поддерживал связь с полевыми чеченскими командирами. Вскоре в 1997 году из-за притеснений Кебедов был вынужден бежать на территорию Ичкерии, где жил сначала в Гудермесе, а затем в Урус-Мартане. В 1997 или 1998 году основал Исламскую шуру Дагестана, ставившую своей целью образование независимого от России Дагестана, но при этом теоретически допускалась идея существования исламского Дагестана и в составе Российской Федерации.
В Чечне консультировал шариатские суды. После начавшихся в кризисный период репрессий против «ваххабитов» в Ичкерии, президентом Масхадовым Багаутдин был объявлен персоной нон грата.
25 января 1998 года при участии Кебедова был принят «Манифест „Джамаата“ к мусульманам мира», где организация объявила в республике военное положение «со всеми вытекающими из этого обстоятельствами». В Махачкале распространялось заявление Кебедова, что если власти попытаются оказать военное давление на «Джамаат», то они их разоружат и установят в Дагестане исламское шариатское государство. Кебедов участвовал в создании в Грозном Конгресса народов Чечни и Дагестана, где объединились дагестанские и чеченские фундаменталисты, амиром стал Басаев, который заявил о необходимости слияния Чечни и Дагестана в единое государство. В 1998 году умер Ахтаев, и многие его последователи перешли к Кебедову и встали на путь джихада. В мае 1999 года при участии Кебедова были отпущены депутаты Госдумы, которые собирались ехать в Чечню для освобождения заложников, но были задержаны членами вооружённого формирования.
В июле 1999 года Магомед Курамагомедов и Багаутдин Кебедов заявили об установлении в части Цумадинского района шариатского строя. После неудачной попытки в ночь со 2 на 3 августа 1999 года захватить районный центр Цумадинского района — село Агвали — сторонники Кебедова в середине августа 1999 года отступили на территорию Чечни. Багаутдин был одним из лидеров «Исламской армии Кавказа», которая была создана на основе «Исламского Джамаата Дагестана» и состояла из дагестанских исламистов. В августе моджахеды во главе с Басаевым и Хаттабом для помощи своим соратником вошли на территорию Дагестана, вместе с ними были также сторонники Кебедова. Исламская армия Кавказа действовала в южном направлении. Но военная операция была отбита федеральными силами при поддержке местного ополчения, и моджахеды отступили в Чечню. Сам Кебедов в это время исчез из медиапространства.
В ночь на 29 августа 1999 года федеральные силы и дагестанские ополченцы начали военную операцию против Кадарской зоны. После двухнедельной осады оба села были почти полностью превращены в руины.
Покинул Россию, был объявлен в федеральный и международный розыск по обвинению в вооружённом мятеже и участии в незаконных вооружённых формированиях. Скрывался на территории Турции.
Скончался в 5 часов утра 9 мая 2025 года в Медине, Саудовская Аравия.

## Семья
Женат. Племянник Кебедова Гаджимурад Камалутдинов состоял в подпольном вооружённом формировании и был убит в ходе спецоперации силовиков в 2009 году. Другой племянник — Шамиль Магомедов в 2010 году был госпитализирован из-за взрыва в его машине. По заявлению МВД, в машине сработало взрывное устройство, которое перевозил Шамиль.